# 가모촌 (효고현 가토군)
가모촌(加茂村)은 효고현 가토군에 있던 촌이다. 현재의 가토시 북서부에 해당한다.

## 역사
- 1889년 4월 1일 - 정촌제 시행에 의해 8촌의 구역을 가지고 성립하였다.
- 1954년 3월 31일 - 구 다키노정과 합병해 새로운 다키노정이 성립하여, 동일 가모촌은 폐지되었다.

## 교통

### 도로
- 국도 제175호선

## 참고문헌
- 가도카와 일본지명대사전 28 효고현